# Gospel of the Horns
Pour les articles homonymes, voir Gospel (homonymie).
Gospel of the Horns est un groupe de black metal et de thrash metal australien, originaire de Brisbane.

## Histoire
Le groupe est fondé par Hellbutcher et Mark Howitzer et se compose à l'origine de Shane Transvaal D (chant), Hellbutcher (guitare) et Howitzer (batterie). Fin 1994, la démo The Satanist’s Dream qui convainc le label italien Einstand Records. Mais les nombreuses erreurs de production et d'impression déçoivent le groupe.
Le groupe se sépare en 1995. Le membre fondateur, Mark Howitzer, déménage à Melbourne, où il joue de la batterie avec le groupe Deströyer 666. Peu de temps après, il joue sur l'album Through the Looking Glass du groupe Raven's Wing, fondé par des membres du groupe RAC Fortress. À cette époque, il cherche des membres appropriés pour le rétablissement de Gospel of the Horns ; en juin 1997, il réforme le groupe avec le nouveau guitariste Ryan Marauder et le batteur Warhammer. Pendant ce temps, Hellbutcher avait rejoint le groupe NSBM Spear of Longinus sous le pseudonyme SS Death Dealer.
En mai 1998, la deuxième démo Sinner est enregistrée et un contrat est signé avec le label néerlandais Damnation Records. Peu après, Obliterator remplace Warhammer. En novembre, l'EP Monuments of Impurity, limité à 300 exemplaires, sort chez Morbid Productions, il comprend une reprise de Blood, Death, Hatred de Mortal Sin. Le groupe n'est pas satisfait du mixage de l'EP ; cependant, Howitzer affirmera que boire tout le week-end puis aller en studio n'est pas une bonne idée. Peu de temps après, Hellcunt de Bestial Warlust devient le batteur de Gospel of the Horns.
En juillet et août 2000, après la sortie du mini-LP Eve of the Conqueror, le groupe donne sa première tournée en Europe (les Pays-Bas, la France, la Belgique, l'Angleterre et l'Irlande) où il se produit avec Pentacle, Enthroned, Primordial, Adorior et Arkhon Infaustus. Après la tournée, Chris Masochist devient le deuxième guitariste. En septembre 2001 le premier album A Call to Arms sort en Irlande par Invictus Productions à cause de problèmes financiers du label Damnation Records.
En mai 2003, le groupe part à nouveau en tournée en Europe, cette fois avec In Aeternum et Razor of Occam, et donne plusieurs concerts en Australie. En juin 2005, Marauder part et fonde son propre groupe Funerary Pit. Après une tournée en Australie avec Dismember, le groupe Hexx le guitariste de Trench Hell début 2006. En janvier 2007, le groupe se sépare mais se reforme deux semaines plus tard avec le retour de Marauder et le départ de Hexx, peu de temps après, l'album Realm of the Damned paraît. En juin 2008, le groupe joue à Seattle et en Californie Angelcorpse, Ares Kingdom, Cemetery Urn et Sanguis Imperum. En septembre 2009, Gospel of the Horns donne des concerts aux Pays-Bas, en Allemagne et en Irlande.
Bien que le groupe ait annoncé qu'il jouerait son dernier concert le 7 décembre 2008, en première partie du groupe de death metal suédois Grave, au Melbourne's Corner Hôtel, le groupe est présent aux côtés du japonais Coffins en septembre 2010 pour son concert à Melbourne.
Ensuite, le groupe déménage en Allemagne : Chris Masochist vient en septembre 2010, Howitzer le suit début 2012. Puis Mersus (Deströyer 666, Zarathustra) et Matt Razor les rejoignent.

## Discographie
- 1994 : The Satanist’s Dream (Demo)
- 1998 : Sinners (Demo)
- 1998 : Monuments of Impurity (EP)
- 2000 : Eve of the Conqueror (Mini-LP)
- 2002 : A Call to Arms
- 2007 : Realm of the Damned
- 2007 : Sinners / Monuments of Impurity (Réédition de la deuxième démo et de l'EP par Kneel Before the Master’s Throne Records)
- 2012 : Ceremonial Conjuration (Mini-LP/Mini-CD)

## Source de la traduction
- (de) Cet article est partiellement ou en totalité issu de l’article de Wikipédia en allemand intitulé « Gospel of the Horns » (voir la liste des auteurs).